# Decaschistia mouretii
Decaschistia mouretii är en malvaväxtart som beskrevs av François Gagnepain. Decaschistia mouretii ingår i släktet Decaschistia och familjen malvaväxter. Utöver nominatformen finns också underarten D. m. nervifolia.